# کارپینتو رومانو
کارپینتو رومانو (به ایتالیایی: Carpineto Romano) یک کومونه در ایتالیا است که در استان رم واقع شده‌است.

## خصوصیات
کارپینتو رومانو ۸۴٫۵ کیلومترمربع مساحت و ۴٬۷۹۹ نفر جمعیت دارد و ۵۵۰ متر بالاتر از سطح دریا واقع شده‌است.

## خواهرخوانده
شهرهای Wadowice، هارون (مالت) و کاسچیا خواهرخوانده‌های کارپینتو رومانو هستند.